# Dan Povenmire
Dan Povenmire, właśc. Daniel Kingsley Povenmire (ur. 18 września 1963 w San Diego) – amerykański reżyser, scenarzysta, producent i aktor dubbingowy. Największą sławę osiągnął dzięki serialom Family Guy i Fineasz i Ferb.

## Filmografia

### Filmy
| Rok  | Film                                                                                                 | Rola                                        | Reżyser                  | Uwagi                            |
| ---- | --- | ------------------------------------------- | ------------------------ | -------------------------------- |
| 1988 | Balanga na autostradzie (Never on Tuesday)                                                           |                                             | Adam Rifkin              | artysta storyboardowy            |
| 1989 | Ahoj dziewczyny (Going Overboard)                                                                    | Yellow Teeth                                | Valerie Breiman          |                                  |
| 1990 | Facet nie z tej ziemi (Far Out Man)                                                                  |                                             | Tommy Chong              | animator                         |
| 1991 | Ciemna strona (The Dark Backward)                                                                    |                                             | Adam Rifkin              | artysta storyboardowy            |
| 1993 | Szalony glina powraca (Psycho Cop 2)                                                                 |                                             | Adam Rifkin              | scenarzysta                      |
| 2011 | Fineasz i Ferb: Podróż w drugim wymiarze (Phineas and Ferb: Across the 2nd Dimension)                | dr Dundersztyc (wymiar 1 i 2)               | Dan Povenmire Jeff Marsh | scenarzysta reżyser producent    |
| 2020 | Scoob!                                                                                               |                                             | Tony Cervone             | producent wykonawczy             |
| 2020 | Fineasz i Ferb: Fretka kontra Wszechświat (Phineas and Ferb the Movie: Candace Against the Universe) | dr Heinz Dundersztyc / w roli samego siebie | Bob Bowen                | producent wykonawczy scenarzysta |

### Produkcje telewizyjne
| Rok             | Serial                   | Rola                                | Uwagi |
| --------------- | ------------------------ | ----------------------------------- | --- |
| 1991            | James Bond Jr.           |                                     | artysta storyboardowy                                                                                            |
| 1991            | Wojownicze Żółwie Ninja  |                                     | artysta storyboardowy                                                                                            |
| 1992–1996; 2002 | Simpsonowie              |                                     | artysta storyboardowy twórca układu postaci                                                                      |
| 1993–1996       | Rocko i jego świat       |                                     | scenarzysta reżyser artysta storyboardowy autor tekstów piosenek                                                 |
| 1994            | Krytyk (The Critic)      |                                     | twórca układu postaci                                                                                            |
| 1996–1999       | Hej Arnold!              |                                     | reżyser artysta storyboardowy                                                                                    |
| 1998−1999; 2001 | Kotopies                 |                                     | artysta storyboardowy scenarzysta                                                                                |
| 2000–2007       | Głowa rodziny            |                                     | artysta storyboardowy reżyser                                                                                    |
| 2001–2004       | SpongeBob Kanciastoporty |                                     | scenarzysta artysta storyboardowy storyboardowy reżyser                                                          |
| 2007–2015       | Fineasz i Ferb           | dr Heinz Dundersztyc różne postacie | współtwórca producent wykonawczy artysta głosowy historia reżyser scenarzysta                                    |
| 2016–2019       | Prawo Milo Murphy’ego    | Vinnie Dakota dr Heinz Dundersztyc  | współtwórca producent wykonawczy artysta głosowy scenarzysta: historia artysta storyboardowy reżyser scenarzysta |
| 2020            | Hamster & Gretel         |                                     | twórca |

## Nagrody
- Nagroda Emmy Fineasz i Ferb (nominacja)